# Ovule
Ovule è un singolo della cantautrice islandese Björk, pubblicato il 14 settembre 2022 come secondo estratto dal decimo album in studio Fossora.

## Video musicale
Il video musicale è stato pubblicato il 14 settembre 2022 ed è stato diretto da Nick Knight, con il quale Björk aveva già lavorato per la realizzazione del video musicale di Pagan Poetry.